# گابریل ری

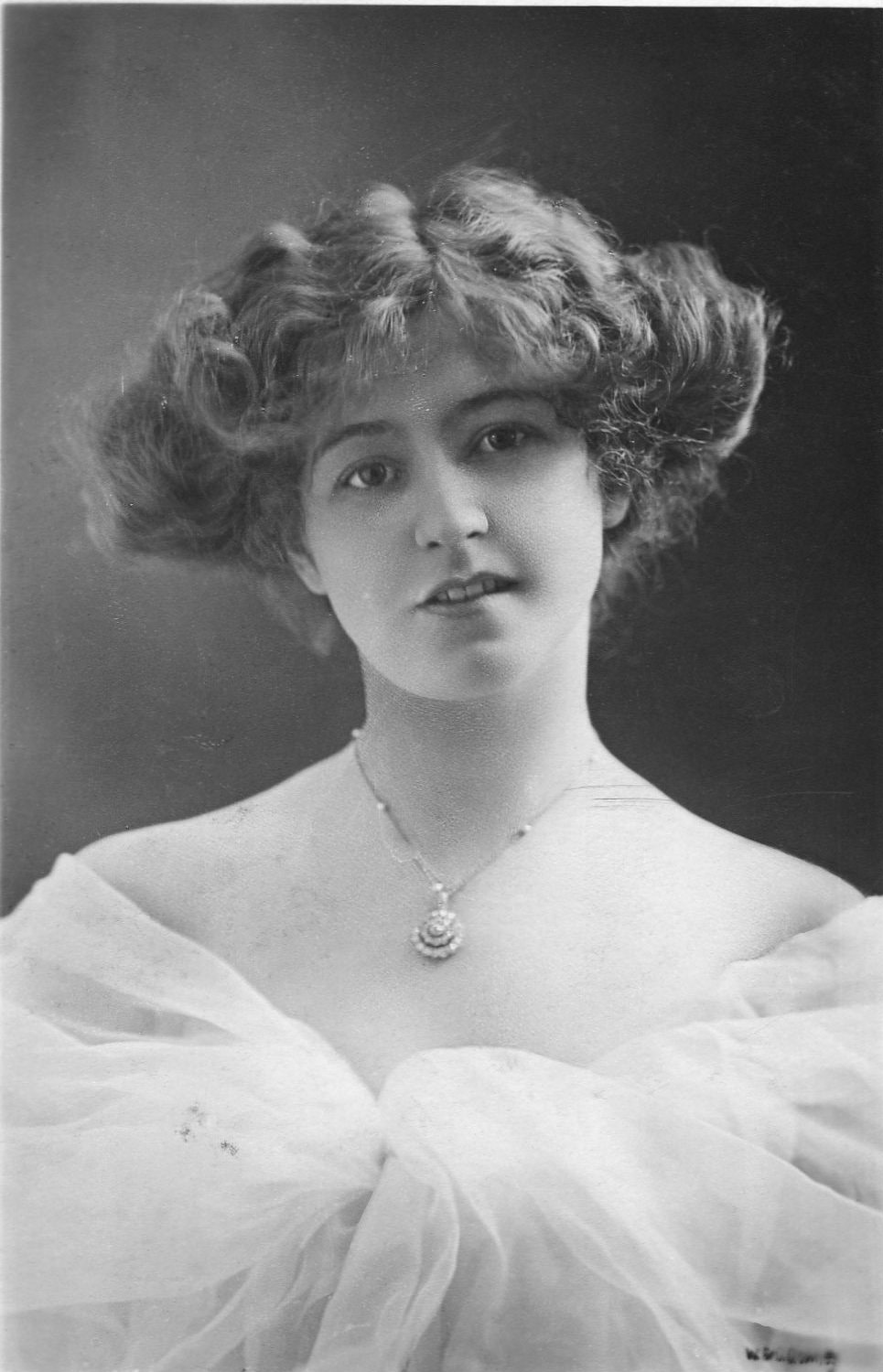
گابریل ری

گابریل الیزابت کلیفورد کوک، با نام هنری گابریل ری (به انگلیسی: Gabrielle Ray)، بازیگر تئاتر، رقصنده و خواننده انگلیسی بود که بیشتر بخاطر بازی در کمدی موزیکال ادواردین (en) شناخته می‌شود. 
در دههٔ اول سدهٔ ۲۰ میلادی، گابریل ری در اوج شهرت بود و به عنوان یکی از زیباترین و موفق‌ترین بازیگران صحنه در تئاترهای مشهور لندن شناخته می‌شد. او پس از یک ازدواج ناموفق دوباره به صحنه بازگشت، اما هرگز شهرتی را که از آن برخوردار بود بدست نیاورد. وی بعداً به بیماری افسردگی دچار شد و ۳۷ سال آخر زندگی‌اش را در یک بیمارستان روانی گذراند.